# Eustiromastix
Eustiromastix Simon, 1902 è un genere di ragni appartenente alla famiglia Salticidae.

## Distribuzione
Le 11 specie note di questo genere sono diffuse in America meridionale, in particolare in Brasile, Venezuela e Guyana; solo due specie, E. obscurus e E. vincenti, sono endemiche delle Piccole Antille.

## Tassonomia
A maggio 2010, si compone di 11 specie:
- Eustiromastix bahiensis Galiano, 1979 — Brasile
- Eustiromastix efferatus Bauab & Soares, 1978 — Brasile
- Eustiromastix falcatus Galiano, 1981 — Trinidad
- Eustiromastix intermedius Galiano, 1979 — Venezuela
- Eustiromastix keyserlingi (Taczanowski, 1878) — Perù
- Eustiromastix macropalpus Galiano, 1979 — Brasile
- Eustiromastix major Simon, 1902 — Guiana francese, Brasile
- Eustiromastix moraballi Mello-Leitão, 1940 — Venezuela, Guyana
- Eustiromastix nativo Santos & Romero, 2004 — Brasile
- Eustiromastix obscurus (Peckham & Peckham, 1893)[2] — Isole Saint Vincent e Grenadine (Piccole Antille)
- Eustiromastix vincenti (Peckham & Peckham, 1893) — Isole Saint Vincent e Grenadine (Piccole Antille)

### Specie trasferite
- Eustiromastix pantherinus Mello-Leitão, 1942; trasferita e ridenominata come Sumampattus pantherinus (Mello-Leitão, 1942) a seguito di uno studio dell'aracnologa Galiano del 1983[1].
- Eustiromastix parobscurus Roewer, 1951; trasferita e ridenominata inizialmente come Sumampattus parobscurus (Roewer, 1951), finché uno studio della Galiano del 1979 non ne ravvide la sinonimia con Sumampattus pantherinus (Mello-Leitão, 1942)[1].
- Eustiromastix rufohirtus Simon, 1902; trasferita e ridenominata come Freya rufohirta (Simon, 1902), a seguito di uno studio dell'aracnologa Galiano del 1979[1].